# Соболєв Аркадій Олександрович
Аркадій Олександрович Соболєв (рос. Аркадий Александрович Соболев; 1903, село Данилкін, Галицького повіту, Костромської губернії — 1964) — радянський дипломат, заступник міністра закордонних справ СРСР. Постійний представник СРСР при ООН (1955—1960).

## Життєпис
Народився в 1903 році в селі Данилкін Галицького повіту Костромської губернії.
З 1939 року — він займав пост генерального секретаря Народного комісаріату закордонних справ СРСР.
У 1942—1945 рр. — він був радником посольства СРСР у Великій Британії.
У 1945—1946 рр. — начальник політичного відділу Радянської військової адміністрації в Німеччині.
У 1946—1949 рр. — помічник Генерального секретаря Організації Об'єднаних Націй та керівник Департаменту у справах Ради Безпеки ООН.
У 1949—1950 рр. — завідував відділом у справах Організації Об'єднаних Націй МЗС СРСР, був членом колегії МЗС.
У 1950—1951 рр. — керував відділом США МЗС СРСР.
З 2 березня 1951 року по 21 червня 1953 був надзвичайним і повноважним послом СРСР в Польській Народній Республіці, потім завідував відділом країн Америки МЗС СРСР.
У 1954—1955 рр. — заступник постійного представника СРСР при Організації Об'єднаних Націй.
У 1955—1960 рр. — постійним представником СРСР при ООН і, одночасно, постійним представником СРСР в Раді Безпеки організації Об'єднаних Націй.
З 1960 року і до кінця життя займав посаду заступника міністра закордонних справ СРСР. Мав Дипломатичний ранг Надзвичайного і Повноважного Посла.
Помер в грудні 1964 року в Москві.

## Нагороди та відзнаки
- орден Вітчизняної війни 1-го ступеня (05.11.1945)
- Орден Трудового Червоного Прапора (03.11.1944)